# HMS Bonaventure (1939)
HMS Bonaventure (31) (Корабль Его Величества «Бонавенчер», «Бонавентура») — британский лёгкий крейсер типа «Дидо». Заказан по программе 1937 года 21 марта того же года. Заложен на верфи Scotts в Гриноке 30 августа 1937 года. Спущен на воду 19 апреля 1939 года, став десятым кораблем Королевского флота, получившим это название. 24 мая 1940 года крейсер введён в строй.

## История
После вступления в строй до 19 июня 1940 года проходил испытания.
5 июля крейсер отправился в первый поход, совместно с линкором Revenge эскортируя в Галифакс (Канада) лайнеры Sobieski, Monarch of Bermuda и Batory перевозившие на борту золото. 18 июля крейсер отплыл из Галифакса, с заходом на Бермуды, в Скапа-Флоу на Оркнейских островах. Уже 25 июля он приступил к службе в составе 15-й эскадры крейсеров Home Fleet’а.
21 августа вместе с крейсером Coventry крейсер выходил для сопровождения атлантического конвоя. После этого в сентябре выходил в составе флота к северо-западным подходам и нёс службу по перехвату рейдеров и обеспечению торгового судоходства.
16 октября «Бонавенчер» совместно с однотипным крейсером Naiad и эсминцами Brilliant, Electra, Maori и Sikh выходили на сопровождение только вступившего в строй линейного корабля King George V, совершавшего переход из Тайна в Розайт.
В ноябре крейсер был определён для службы в составе Средиземноморского флота совместно с 15-й эскадрой крейсеров. Тем не менее, 6 ноября крейсер продолжил службу в северных патрулях, получив из-за погодных условий повреждения палубы. 4 декабря крейсер встал на ремонт в Розайте, по окончании которого был назначен в эскорт конвоя WS5A, следовавшего из Великобритании в Северную Африку. В конвой были включены четыре судна, предназначенных для Мальты и Пирея, которые предполагалось провести в порты назначения в рамках операции Excess. 18 декабря конвой вышел из порта. Вместе с ним шли корветы Clematis, Cyclamen, Geranium и Jonquil, которые должны были сопровождать его до Фритауна. 25 декабря «Бонавенчер» совместно с тяжёлым крейсером Berwick, легким крейсером Dunedin и авианосцем Furious участвовали в бою у мыса Финистре с немецким тяжелым крейсером «Адмирал Хиппер», отбив атаку последнего на конвой. В течение 26 декабря крейсер собирал суда конвоя, рассеявшиеся во время атаки. 28 декабря «Бонавенчер» перехватил немецкое грузо-пассажирское судно Baden (8204 брт) примерно в 325 морских милях к северо-востоку от Понта-Делгада, Азорские острова, в точке 43°00′ с. ш. 23°50′ з. д.. Немецкое судно следовало с Тенерифе во Францию. Плохая погода помешала захватить судно и «Бонавенчер» потопил его торпедами. В тот же день крейсер оставил конвой и вместе с упомянутыми ранее четырьмя торговыми судами направился в Средиземное море.

## На Средиземном море
6 января 1941 года «Бонвенчер» совместно с эсминцами Hasty, Hero, Hereward и Jaguar вошёл в состав Соединения «F», которое предназначалось для прикрытия судов в проливе Скерки (Skerki). 7 января к конвою присоединилось Соединение H, составившее дополнительное сопровождение (операция Excess). 9 января корабли подверглись воздушным атакам итальянских бомбардировщиков, три из которых были сбиты. После этого, утром 10 января, «Бонавенчер» совместно с эсминцем Hereward принял участие в бою с двумя итальянскими миноносцами, один из которых, Circe, был повреждён, а второй, Vega — потоплен. Крейсер получил незначительные поверхностные повреждения и 2-х членов экипажа убитыми. После боя «Бонавенчер» сопровождал подорвавшийся на мине эсминец Gallant, шедший на буксире эсминца Mohawk. 11 января крейсер пришёл на Мальту и присоединился к 15-й эскадре крейсеров Средиземноморского флота. 14 января совместно с крейсерами Perth и Orion и эсминцем Jaguar он отплыл в Александрию.
В феврале крейсер был перебазирован в бухту Суда, на Крите, совместно с кораблями своей эскадры.
24 февраля «Бонавенчер» совместно с крейсером Gloucester, эсминцами Hereward и Decoy сопровождали вооруженное десантное судно Rosaura, используемое для переброски войск. Корабли участвовали в операции Abstention — высадке подразделений коммандос на остров Кастелоризо в Эгейском море. Операция была отменена.
27 февраля «Бонавенчер» с крейсером Perth и эсминцами Hasty и Jaguar вновь сопроводил Rosaura в ходе повторной попытки высадки на Кастелоризо. 28 февраля крейсер патрулировал к северу от Кастелоризо, во время высадки, которая закончилась катастрофой.
1 марта «Бонавенчер» был переведён в 3-ю эскадру крейсеров.
6 марта «Бонавенчер» совместно с крейсерами Gloucester и York провёл конвой «AG-1» в Пирей. 9 марта корабль вернулся в Александрию.
21 марта из бухты Суда крейсер присоединился к сопровождению мальтийского конвоя «MW-6». В тот же день, в 12:25 в районе острова Гавдос крейсер атаковали 2 Ju.88 из состава 4./LG1. Крейсер не только успешно уклонился от сброшенных бомб, но и сбил один из атаковавших самолетов, лейтенанта Фридриха-Вильгельма цур Нидена (Friedrich-Wilhelm zur Nieden). 23 марта, уже будучи на Мальте, крейсер получил осколочные повреждения во время воздушных атак на британские корабли на рейде Гранд-Харбора. Крейсер встал на кратковременный ремонт на Мальте, после которого он вернулся в Александрию в состав эскадры для сопровождения конвоев в Грецию (операция Lustre).

## Гибель
Уже 30 марта «Бонавенчер» совместно с эсминцами Hereward, Griffin и австралийским Stuart шёл в охранении войскового конвоя GA-8, направлявшегося из Греции в Александрию. На переходе крейсер подвергся безуспешной атаке итальянской подводной лодки Dagabur. Однако ночью с 30 на 31 марта южнее Крита, недалеко от Соллума «Бонавенчер» был атакован другой итальянской подводной лодкой Ambra, которая из надводного положения выпустила по крейсеру две торпеды. «Бонавенчер» получил торпеду в среднюю часть корабля с правого борта, после чего в крейсер попала или вторая торпеда, или взорвались котлы. Он затонул в точке 33°20′ с. ш. 26°35′ в. д. в течение всего 6 минут. Вместе с кораблем погибли 137 человек, в том числе 17 офицеров. 310 человек были спасены эсминцами Hereward и Stuart.